# Генрих, Дитер
Дитер Генрих (нем. Dieter Henrich, 5 января 1927, Марбург, Гессен — 17 декабря 2022, Мюнхен) — немецкий философ. Современный мыслитель в традициях немецкого идеализма, считается одним из самых уважаемых и часто цитируемых философов в современной Германии, чьи «обширные и весьма новаторские исследования немецкого идеализма и систематический анализ субъективности значительно повлияли на современный немецкий язык философских и богословских дебатов».

## Биография
Дитер Генрих родился в Марбурге 5 января 1927 года в семье Ганса Гарри Генриха, работавшего в геодезической службе, и его жены Фриды, урожденной Блюм. Поскольку трое других детей умерли в раннем возрасте, Дитер вырос единственным ребенком. Он рано осиротел — отец умер, когда ему было одиннадцать лет. Аттестат зрелости получил в гимназии Philippinum в Марбурге в 1946 году.
Генрих изучал философию, историю и социологию с 1946 по 1950 год в Марбурге, Франкфурте и Гейдельберге. В 1950 году защитил докторскую диссертацию в Гейдельберге под руководством Ханса-Георга Гадамера. Тема диссертации была «Die Einheit der Wissenschaftslehre Max Webers» («Единство эпистемологии Макса Вебера»). В 1956 году написал работу под названием «Уверенность в себе и нравственность» («Selbstbewusstsein und Sittlichkeit»), в тот же год состоялась его хабилитация. Генрих преподавал в ряде вузов, был профессором Берлинского университета имени Гумбольдта с 1960 по 1965 год, Гейдельбергского университета с 1965 по 1981 год и Мюнхенского университета с 1981 по 1994 год, обучая поколения философов стандартам интерпретации классических текстов. Он также был приглашенным профессором в университетах США, таких как Гарвард и Колумбия. За время своего пребывания в Соединенных Штатах он вступил в тесный контакт со многими выдающимися философами-аналитиками, такими как Родерик М. Чизхолм (которого он позже пригласил в Гейдельберг), Уиллард ван Орман Куайн, Хилари Патнэм и Дональд Дэвидсон.
Курс лекций Дитера Хенриха 1973 года о немецком идеализме познакомил американскую аудиторию с современными течениями в немецкой философии. С тех пор его лекции были опубликованы под названием «Между Кантом и Гегелем», которые показывают преемственность между немецким идеализмом и современными философскими взглядами. Генрих выдвинул идею о том, что я-мысли (то, что он также называл «эпистемическим самоотношением» (Das wissende Selbstverhältnis) подразумевают веру в существование мира объектов.
Он ввел термин «первоначальное озарение Фихте» (Fichtes ursprüngliche Einsicht) для описания идеи Иоганна Готлиба Фихте о том, что самость уже должна иметь некоторое предварительное знакомство с собой, независимое от акта саморефлексии. Генрих отмечал, что Фихте видел в трансцендентальном субъекте изначальную самость и отождествлял его деятельность с предшествующей саморефлексии. Он также ввел термин кантианская ошибка, чтобы описать попытку Иммануила Канта обосновать себя в чистой саморефлексии, полагая момент саморефлексии первоначальным источником самосознания (см. также дорефлексивное самосознание). Его мышление было сосредоточено на тайне самосознания. Он указывал, что свидетельство самосознания на самом деле не самоочевидно, а скорее смутно, возможно, проявление причины, скрытой в ясности самосознания и ускользающей от мысли («die offenkundige Manifestation eines Grundes, der sich in der Klarheit des Selbstbewußtseins gleichsam verbirgt und dem Denken entzieht»).
Генрих умер 17 декабря 2022 года в возрасте 95 лет.

## Избранная библиография
- Henrich, Dieter. Die Einheit der Wissenschaftslehre Max Webers :  [нем.]. — Tübingen: NN, 1952. — doi:10.11588/DIGLIT.52825.
- Hegel im Kontext. Frankfurt: Suhrkamp, 1971. ISBN 978-3-518-29538-0 OCLC 521501603
- Der Grund im Bewußtsein. Untersuchungen zu Hölderlins Denken (1794/95). Stuttgart: Klett-Cotta, 1992. ISBN 3-608-91613-X (2. erw. Aufl. 2004)
- The Unity of Reason: Essays on Kant’s Philosophy, Harvard University Press, 1994. ISBN 0-674-92905-5
- Versuch über Kunst und Leben. Subjektivität — Weltverstehen — Kunst. München: Carl Hanser, 2001. ISBN 3-446-19857-1
- Fixpunkte. Abhandlungen und Essays zur Theorie der Kunst. Frankfurt: Suhrkamp, 2003. ISBN 3-518-29210-2
- (with David S. Pacini) Between Kant and Hegel: Lectures on German Idealism. Harvard University Press, 2003. ISBN 0-674-00773-5
- Grundlegung aus dem Ich. Untersuchungen zur Vorgeschichte des Idealismus. Tübingen — Jena 1790—1794. Frankfurt: Suhrkamp, 2004. ISBN 3-518-58384-0
- Die Philosophie im Prozeß der Kultur. Frankfurt: Suhrkamp, 2006. ISBN 978-3-518-29412-3
- Endlichkeit und Sammlung des Lebens, Mohr Siebeck, 2009 ISBN 978-3-16-149948-7
- Furcht ist nicht in der Liebe. Philosophische Betrachtungen zu einem Satz des Evangelisten Johannes. Verlag Vittorio Klostermann, Frankfurt, 2022[8]